# هاريسون يونغ
هاريسون يونغ (بالإنجليزية: Harrison Young)‏ (و. 1930 – 2005 م) هو ممثل تلفزي، وممثل أفلام، وكاتب أمريكي، ولد في بورت هورون، بدأ مشواره المهني سنة 1991، توفي في بورت هورون، عن عمر يناهز 75 عاماً.

## وصلات خارجية
- هاريسون يونغ على موقع IMDb (الإنجليزية)
- هاريسون يونغ على موقع قاعدة بيانات الأفلام العربية
- هاريسون يونغ على موقع ألو سيني (الفرنسية)
- هاريسون يونغ على موقع أول موفي (الإنجليزية)
- هاريسون يونغ على موقع قاعدة بيانات الأفلام السويدية (السويدية)
- هاريسون يونغ على موقع قاعدة بيانات الفيلم (الإنجليزية)
- هاريسون يونغ على موقع كينوبويسك (الروسية)